# Fuerzas Armadas de Mónaco

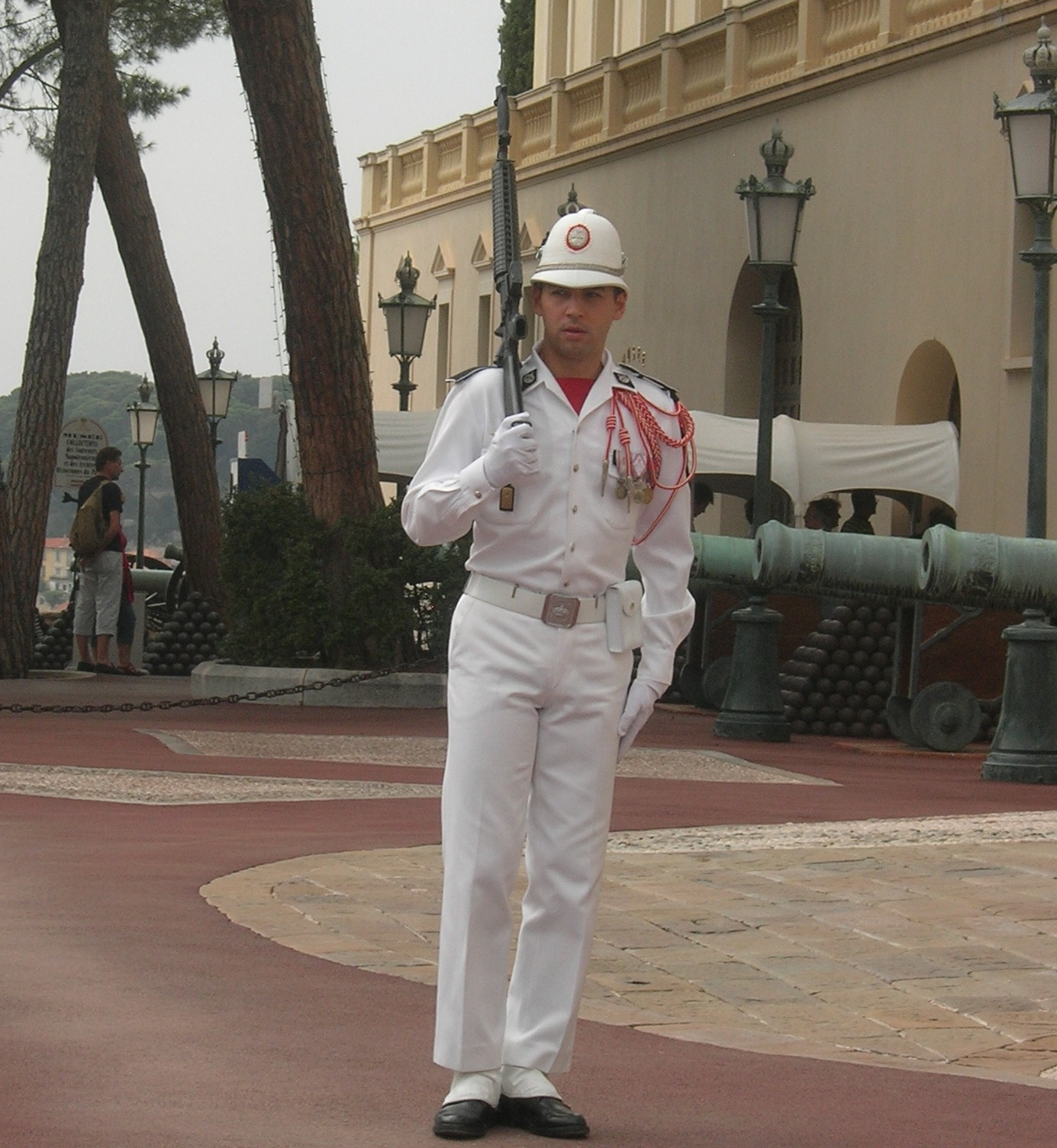
Un miembro de las fuerzas armadas de Mónaco haciendo guardia en el Palacio del Príncipe.

El Principado de Mónaco, es la segunda nación más pequeña del mundo (después de la Ciudad del Vaticano), y tiene una capacidad militar muy limitada, dependiendo casi por completo de su gran vecino, Francia, para la defensa frente a una potencia mundial agresiva. Sin embargo posee algunos pequeños cuerpos militares y policiales que asumen la defensa propia del país.

## Departamento del Interior
Esta instancia gubernamental es responsable de las actividades de vigilancia policial y militar en Mónaco. 

## Patrulla Fronteriza y patrulleras
Algunas funciones cuasi-militares fueron asignados a la Policía de Mónaco, como el patrullaje fronterizo, y la defensa de fronteras, que son responsabilidad de una unidad especial de la policía llamada oficialmente "División de Policía Marítima y del helipuerto ", que opera tanto en tierra como en mar, utilizando lanchas patrulleras de vigilancia y botes rápidos. Las Lanchas de patrulla también son usadas tanto por el Cuerpo de Sapeurs des-Pompiers como por la Compañía de Carabineros del Príncipe .

## Fuerzas Militares y de Defensa Civil
Hay dos fuerzas militares de tiempo completo bajo el control del Departamento del Interior. Uno es el Cuerpo de Sapeurs des-de Pompiers Mónaco, y el otro es la Compañía de Carabineros del Príncipe. 

## Cuerpo de Zapadores-Bomberos
Descrito por sí mismo como una fuerza militar", el Cuerpo está formado por 9 oficiales, 25 suboficiales y 96 unidades de tropa - una fuerza total de 130 efectivos militares (también hay empleados civiles). Los rangos oficiales (en orden descendente de antigüedad) son los siguientes: coronel, teniente coronel, comandante, capitán, teniente, subteniente. Hay otros nueve rangos para los suboficiales y soldados. Los oficiales generalmente han servido en el ejército francés o el servicio de bomberos. Con base en dos cuarteles (uno en La Condamine y uno en Fontvieille ) el Cuerpo está equipado con vehículos de bomberos, vehículos de rescate, y una gama de vehículos especiales incluyendo un barco contraincendios, y vehículos de seguimiento para operar en los túneles del tren de Mónaco durante una emergencia.
Más allá de sus funciones en la lucha contra incendios, el Cuerpo Civil tiene también responsabilidades defensivas. Su personal está entrenado en el uso de armas de fuego, y el Cuerpo tiene un arsenal central; el personal también está capacitado para manejar los accidentes químicos, y especialistas en vehículos y equipos para este tipo de situaciones. Además, están equipados con ambulancias de primera línea, y poseen personal de primeros auxilios y para la formación de paramédicos.

## Compañía de Carabineros del Príncipe

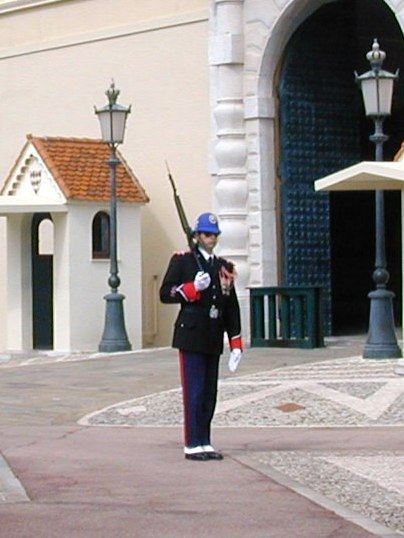
Un Carabinero del Príncipe en Guardia en el Palacio

De un tamaño similar al Cuerpo Sapeurs des-Pompiers, la Compañía de Carabineros del Príncipe tiene una fuerza total de 112 unidades, que consta de 3 oficiales, 15 suboficiales y 94 soldados. Los agentes, por lo general, se han formado y han servido en el ejército francés. Su deber primordial es la defensa del príncipe y su Palacio del distrito de Mónaco-Ville (ciudad vieja). Por extensión, también tiene un papel en la vigilancia de los miembros del poder judicial (Tribunal Supremo de Mónaco), que administran justicia en nombre del Príncipe. 
La ceremonia de "cambio de guardia" se realiza cada día a las 11:55, y atrae a un gran número de turistas. La ceremonia es más que un espectáculo turístico, ya que esta pequeña fuerza militar es la primera línea de defensa de la familia real monegasca.

## Rango e Insignia
La estructura jerárquica de las fuerzas armadas de Mónaco se basa en gran medida de la estructura jerárquica del ejército francés.
Soldados alistados y oficiales no comisionados se organizan a través de una serie de nueve rangos, a saber: soldado de 2.ª clase, soldado de 1.ª clase, cabo, cabo mayor, sargento, sargento jefe, ayudante, ayudante jefe, mayor. 
Los oficiales se organizan en una serie de seis rangos, a saber: subteniente, teniente, capitán, comandante, teniente coronel, coronel. No hay un rango superior al de coronel en las dos ramas de las fuerzas armadas monegascas, no existen, por tanto, generales.